# Adelaida Wettinská
Adelaida Wettinská (německy Adelheid von Meißen; 1040? – 26. ledna 1071) byla rakouská markraběnka z dynastie Wettinů.

## Život
Narodila se roku 1040 jako dcera markraběte Dediho I. Wettinského a jeho první manželky Ody z Lužic. Roku 1060 se vdala za markraběte Arnošta Rakouského. Spolu měli čtyři děti:
- Leopold II. Babenberský
- Vojtěch I. z Winbergu
- dcera, sňatek s hrabětem Heřmanem I. z Poigenu
- Justitia, sňatek s hrabětem Otou II. Diessensko-Wolfratshausenským

Zemřela v lednu 1071 a byla pohřbena v klášteře Melk.